# گاما برساووش
گاما برساووش یک ستاره است که در صورت فلکی برساوش قرار دارد.